# 阿尔弗雷德·理查德·奥雷吉
阿尔弗雷德·理查德·奥雷吉（英語：Alfred Richard Orage，1873年11月22日—1934年11月6日），英国知识分子，《新时代》杂志的编辑。
奥雷吉出生在一个不信奉英国国教的家庭。1894年在利兹的小学做教师，并协助创办了独立劳动党（ILP）利兹分会，1895-1897年间每周都为其党刊《劳工领袖》写专栏，为这份报纸引入哲学色彩，尤其是柏拉图的思想。1893年至1900年间，他将七年的时间用于学习柏拉图，还在1900年到1907年间将七年的生命投入到研究尼采的哲学中，1907年到1914年间，他开始学习《摩诃婆罗多》。
1890年代，奥雷吉对传统的社会主义感到幻灭，转向神智学。1900年在利兹一家书店中碰见赫尔布鲁克·杰克逊，借给了他一本《薄伽梵譚》。1903年，奥雷吉、杰克逊、建筑师亚瑟·J·彭蒂一同创办了利兹艺术俱乐部。成为英国现代文化的中心。1905年，奥雷吉辞去教师职务，迁至伦敦，1907年开始编辑《新时代》杂志，使之成为一战前最重要的杂志之一。